# 신철인
신철인(申喆仁, 1977년 5월 22일 ~ )은 전 KBO 리그 넥센 히어로즈의 투수이다.
2000년 현대 유니콘스의 2차 10순위 지명을 받아 입단했으며 2000년 5월 19일 데뷔 첫 해인 대전에서 벌어진 한화 전에서 당시 현대 포수 박경완 선수가 4연타석 홈런을 기록한 경우로 31경기 75⅔이닝 6승 4패 2홀드 1세이브 방어율 4.28을 기록했다. 오랫동안 현대 유니콘스의 불펜 투수로 등판하였으나, 2006년 아시안 게임 금메달에 실패한 이후 곧바로 군에 입대했다가 귀가 조치를 받아 완전히 면제되었다. 2010년에 스프링 캠프 도중 조용준과 함께 부상으로 조기에 돌아왔고, 이후 1군에 올라오지 못하고 재활을 거듭하다가 시즌 후 방출되었다.
현재는 청원고등학교 야구부의 코치이다.

## 학력
- 청원초등학교 (1991년 졸업)
- 청원중학교 (1994년 졸업)
- 경동고등학교 (1997년 졸업)
- 제주관광대학 (1997년 ~ 2000년 졸업)